# Bachtijar Artajew
Bachtijar Karipułłajewicz Artajew (ros. Бахтияр Карипуллаевич Артаев; ur. 14 marca 1983 w Dżambule) – kazachski bokser amatorski, mistrz olimpijski w wadze półśredniej z 2004 roku.

## Bokserska kariera
Pierwszym występem Artajewa na dużej międzynarodowej imprezie rangi mistrzowskiej były mistrzostwa świata w 2003 roku. Dotarł w nich do ćwierćfinału wagi półśredniej (69 kg).
W maju 2004 roku wygrał turniej kwalifikacyjny w Karaczi, dzięki czemu zagwarantował sobie prawo udziału w sierpniowych igrzyskach olimpijskich w Atenach. Podczas nich okazał się najlepszy w wadze półśredniej, pokonując kolejno:
- I runda: Willy Tankeu (Kamerun) − walkower
- II runda: Aliasker Bashirov (Turkmenistan) – 33:23,
- ćwierćfinał: Wiktor Polakow (Ukraina) – RSCO-3,
- półfinał: Oleg Saitow (Rosja) – 20:18,
- finał: Lorenzo Aragón (Kuba) – 36:26

Ponadto wręczono mu Puchar Vala Barkera dla najlepiej wyszkolonego pięściarza całych igrzysk.
W 2005 roku zdobył brązowy medal mistrzostw świata w Myanyang, przegrywając w półfinale na punkty z Kubańczykiem Erislandym Larą. Po tych zawodach przeszedł do wagi średniej (75 kg). W 2006 roku wygrał warszawski Turniej im. Feliksa Stamma, a także został wicemistrzem igrzysk azjatyckich. Rok później w Chicago znowu zajął trzecie miejsce w mistrzostwach świata.
W sierpniu 2008 roku w Pekinie Artajew po raz drugi wystąpił na igrzyskach olimpijskich. W 1/8 finału turnieju wagi średniej odniósł zwycięstwo nad głównym faworytem, mistrzem świata Matwiejem Korobowem. Mimo to sam został wyeliminowany wkrótce potem, w ćwierćfinale przez Jamesa DeGale'a (3:8). Kazach nie pogodził się z tą porażką, uważając że sędziowie punktowi nie byli obiektywni (wszyscy pochodzili z Europy) i sprzyjali Brytyjczykowi. W związku z tym w wieku 25 lat, mimo propozycji przejścia do zawodowego boksu, postanowił zawiesić zawodniczą karierę.

## Kariera urzędnicza
Objął posadę dyrektora państwowej bokserskiej szkoły w Tarazie, nazwanej jego imieniem. W listopadzie 2009 został mianowany kierownikiem zarządu turystyki, kultury fizycznej i sportu w akimacie (urzędzie) obwodu żambylskiego. W styczniu 2011 roku został awansowany na zastępcę szefa gabinetu akima obwodu żambylskiego.

## Powrót do boksu
W czerwcu 2011 roku kazachskie media doniosły, że Artajew otrzymał bezterminowy bezpłatny urlop i zamierza wznowić sportową karierę. W lipcu stoczył po raz pierwszy od 3 lat oficjalną walkę (w wadze półciężkiej) − podczas międzynarodowego turnieju w Mariupolu, na Ukrainie przegrał przed czasem z lokalnym zawodnikiem.